# Tang Wei
Tang Wei (chineză simplificată: 汤唯; chineză tradițională: 湯唯) născută la 7 octombrie 1979 în Wenzhou, provincia Zhejiang, este un manechin și o actriță chineză. Este renumită pentru rolul ei în filmul Lust, Caution realizat de Ang Lee.

## Filmografie
| An   | Titlu                                  | Rol           | Note |
| ---- | -------------------------------------- | ------------- | ---- |
| 2007 | Lust, Caution                          | Wong Chia-chi |      |
| 2010 | Crossing Hennessy                      | Oi-lin        |      |
| 2010 | Late Autumn                            | Anna          |      |
| 2011 | The Founding of a Party                | Tao Yi        |      |
| 2011 | Dragon                                 | Ayu           |      |
| 2011 | Speed Angels                           | Hong Xiaoyi   |      |
| 2013 | Finding Mr. Right                      | JiaJia        |      |
| 2014 | The Golden Era                         | Xiao Hong     |      |
| 2015 | Blackhat                               | Chen Lien     |      |
| 2015 | Tale of Three Cities                   |               |      |
| 2015 | Contemporary Musical Design for Living |               |      |
| 2015 | The Ferryman                           |               |      |